# Трансдукция (языковая трансформация)
Трансдукция — один из видов языковой трансформации, при котором происходит перекодирование исходного текста на одном языке и генерирование вторичного текста на другом языке, которые, в отличие от традиционного перевода, производятся при условии отхода от сигнификативного прагматического значения исходного текста и сохранения денотативного значения всей информации. Трансдукция лежит в основе реферативного перевода.
Понятие трансдукции (нем. Transduktion) было предложено К. Хенгстом. В отличие от перевода, характерным примером трансдукции является опубликованный в реферативном сборнике реферат на русском языке научной статьи, первоначально опубликованной, скажем, на английском языке.

## Характерные черты трансдукции
- при трансдукции происходит перекодирование исходного текста на одном языке во вторичный текст на другом языке
- элементы перекодирования коммуникативно не эквивалентны, то есть для них не характерна обратимость
- отсутствие эквивалентности объясняется главным образом их количественным различием; несколько предложений и даже абзацев исходного текста переводится в одно предложение конечного текста
- Информация конечного текста по денотативному значению совпадает с исходным текстом.